# هالة (ما وراء الطبيعة)
الهالة وفق معتقدات ما وراء الطبيعة والعصر الجديد هي فيض نوراني ملون يعتقد أنه يغلف جسم الإنسان أو أي كائن حي أو جماد؛ وفي بعض التعاليم الباطنية الغربية توصف هذه الهالة على أنها مكون خفي من مكونات الجسد. يدعى الوسطاء الروحانيون وممارسو الطب البديل أن بمقدرتهم رؤية حجم ولون ونوع الهالات.
تعد هالة الإنسان في العصر الجديد للطب البديل علم تشريح غيبي، تنعكس على صحة المُراجِع وتفهم في كثير من الأحيان أنها تتألف من مراكز قوة حيوية يطلق عليها اسم شاكرا. تعد هذه المزاعم علمًا باطنيا حكيما لا يحتاج إلى وجود أدلة علمية لإثباتها. لم تظهر القدرة على رؤية الهالات عندما اختبرت في إطار التجارب المقارنة.

## أصل الكلمة
تعني الهالة في اللغة اللاتينية والاغريقية القديمة الرياح، النسمة أو الأنفاس. وكانت تعني في الإنكليزية الوسطى «النسيم العليل». استُخدمت الكلمة في نهاية القرن التاسع عشر في بعض الأوساط الروحانية لتشير إلى استبصار سطوع خفي حول الجسد.

## التاريخ
كان تشارلز ويبستر ليدبيتر أول من نشر مفهوم الهالات، وهو قس سابق في كنيسة إنجلترا وأحد أعضاء الجمعية الثيوصوفية الباطنية. درس ليدبيتر الثيوصوفية في الهند، واعتقد بأهليته في استخدام قدراته المتبصرة في إجراء الأبحاث العلمية. زعم أنه اكتشف أن معظم البشر ينتمون إلى كوكب المريخ، إلا أن البشر الأكثر تقدمًا ينتمون إلى القمر، وأن ذرات الهيدروجين تتكون من ستة أجساد موجودة في شكل يشبه البيضة. وضح ليدبيتر في كتابه الإنسان المرئي واللامرئي الصادر في 1903، أن هالة الإنسان تمر في أطوار مختلفة من نشوئه الأخلاقي، من «البدائية» إلى القداسة. طرح ليدبيتر عام 1910 في كتابه الحياة الداخلية مفهوم الهالات الحديث من خلال إدراج فكرة التانترا في الشاكرات. إلا أنه لم يكتف بطرح معتقدات التانترا على الغرب، بل جددها وأعاد تفسيرها عبر مزجها مع أفكاره الخاصة دون الإقرار بمصادر هذه البدع. تصف بعض بدع ليدبيتر الشاكرات بأنها دوامات للطاقة، تتصل كل دوامة منها بغدة أو جهاز وغيرهما من أعضاء الجسد.
في السنوات التي تلت ذلك، تبنى ثيوصوفيون أخرون مثل رودلف شتاينر وإدغار كايس أفكار ليدبيتر حول الهالات وقدموا لها تفسيرًا جديدًا، لكن ظل تشريحه الباطني ثانوي الأهمية ضمن فئة معينة من الباطنيين في الثقافة المضادة لغاية ثمانينات القرن العشرين حين تناولته حركة العصر الجديد وحسنته.
نشر الأمريكي كريستوفر هيلز من الحركة الباطنية عام 1977 كتاب النشوء الذري: جسد القوس قزح، وقدم فيه صيغة معدلة من تشريح ليدبيتر الباطني. ففي حين صور ليدبيتر الشاكرات بأشكال تفصيلية وألوان متعددة بشكل معقد، قدمها هيلز أنها سلسلة من المراكز، يقترن كل مركز منها مع لون من ألوان قوس قزح.  استند غالبية المؤلفون اللاحقون في العصر الجديد في تصوراتهم عن الهالة إلى تفسير هيلز لأفكار ليدبيتر. أصبحت الشاكرات جزء من الاستبصار الباطني السائد في الثمانينات والتسعينيات. واستُحدثت العديد من تقنيات العصر الجديد التي كانت غايتها إزالة انسداد الشاكرات خلال تلك السنوات، مثل العلاج بالكريستال وجسد الهالة. كانت الشاكرات في نهاية التسعينيات أقل ارتباطاً بجذورها الثيوصوفية والهندوسية، وأكثر تأصلًا بمفاهيم العصر الجديد. طرحت العديد من كتب العصر الجديد روابط مختلفة بين كافة الشاكرات والألوان والصفات الشخصية والأمراض والأسرار المقدسة المسيحية وما إلى ذلك. ادعى شكل مختلف من الشفاء الشامل في حركة العصر الجديد استخدام تقنيات قراءة الهالة، مثل التحليل البيولوجي للطاقة والطاقة الروحانية والعلاج بالطاقة. 

## التصوير الفوتوغرافي للهالة
بُذلت محاولات عدة في سبيل تصوير حقل الطاقة الذي يحيط بالجسد البشري ويرجع تاريخها إلى صور فوتوغرافية التقطها ضابط في الجيش الفرنسي في تسعينيات القرن التاسع عشر. تعزى التفسيرات الغيبية لتلك الصور إلى عدم فهم الظواهر الطبيعية البسيطة الكامنة ورائها، فمثلًا تُنتج الحرارة المنبعثة من الجسم البشري صورًا تشبه الهالة في التصوير بالأشعة تحت الحمراء.
اكتشف سيميون دافيدوفيتش كيرليان عام 1939 أن من خلال وضع كائن أو أي عضو من الجسد مباشرة على صحيفة فوتوغرافية ومن ثم تمرير تيار جهد عال على كل أنحاء الكائن سيحصل على صورة محيط متوهج يطوق الكائن. أصبحت هذه العملية تعرف باسم التصوير الفوتوغرافي الكيرلياني. اقترح بعض المختصون في علم النفس الموازي، مثل ثيلما موس من جامعة كاليفورنيا لوس أنجلوس (يو سي إل آيه)، أن هذه الصور تظهر مستويات من القوى الروحية والطاقات البيولوجية. ومع ذلك، توصلت الدراسات أن تأثير كيرليان يعزى إلى الرطوبة الموجودة على الكائن المصور. تولد الطاقة الكهربائية بقعة من تأين الغاز في محيط الكائن إذا كان رطبًا، وهو أمر ينطبق على الكائنات الحية. مما يسبب تناوب نمط الشحنات الكهربائية في شريط التصوير. لم يُكتشف بصدد التصوير الفوترغرافي الكيرلياني أي عملية مجهولة بعد إجراء تجارب بالغة الدقة.
تشمل المحاولات الأحدث عهدًا في سبيل تصوير الهالات البرمجيات وآلات التصوير التي قدمها غاي كوغينس عام 1992. زعم كوغينس أن هذه البرمجيات تستخدم معطيات الارتجاع البيولوجي لتلوين صورة الموضوع. لم تسفر هذه التقنية عن نتائج قابلة للتكرار.

## التجارب
لطالما أخفقت اختبارات القدرات الروحية الرامية إلى رصد انبعاثات الهالة المزعومة على نحو متكرر.
ينطوي أحد الاختبارات على وضع الأشخاص في غرفة مظلمة والطلب من الوسطاء الروحي تحديد عدد الهالات التي بوسعهم رصدها.  لكن كانت النتائج وليدة الصدفة فحسب.
اختُبر التعرف على الهالة من خلال شاشة التلفاز في بعض الأحيان. انطوى أحد الاختبارات على قارئ هالة يقف في أحد جانبي الغرفة مع فاصل غير شفاف يعزلها عن عدد من المنافذ تتضمن إما أشخاصًا حقيقيين أو مانيكان. فشل قارئ الهالة في تعيين المنافذ التي تضم الأشخاص، مشيرًا على نحو خاطئ أن الموجودين جميعهم أشخاص.
في اختبار متلفز آخر، يقف قارئ هالة قبل الفاصل حيث يقف خمسة أشخاص. فزعم أن بوسعه رؤية هالاتهم من خلف الفاصل. وطُلِبِ منه فور تنقل الأشخاص أن يحدد مكان وقوف كل شخص خلف المنافذ. إلا أنه حدد اثنان على نحو صحيح من أصل خمسة.
باءت المحاولات الرامية إلى إثبات وجود الهالات علميًا بالفشل أكثر من مرة، على سبيل المثال، تعذر على الناس رؤية الهالات في الظلام الدامس، ولم يسبق استخدام الهالات بنجاح في تعيين الأشخاص عند حجب سماتهم التعريفية في اختبارات المقارنة. خلصت دراسة عام 1999 أنه قد يساء فهم الإشارات الحسية التقليدية مثل حرارة الجسم المشعة على أنها دليل على ظاهرة ما ورائية.

## التفسير العلمي
كتب عالم النفس أندرو نيهر «ما من دليل جيد يدعم فكرة أن الهالات في أي حال من الأحوال هي روحية في الأصل». أثبتت الدراسات في الظروف المخبرية أنه من الأفضل تفسير الهالة بأنها خدعة بصرية تعرف باسم الصورة البعدية. يقول أطباء الأعصاب إن الناس قد يروا الهالات بسبب التأثيرات في الدماغ: أي الصرع والشقيقة أو العقاقير المُهلوسة مثل ثنائي إيثيل أميد حمض الليسيرجيك إل إس دي.
اقتُرح أن الهالات قد تكون ناجمة عن الحس المرافق. بيد أن اكتشفت دراسة في 2012 عدم وجود علاقة بين الهالات والحس المرافق، وخلصت إلى أنه: «تشير التناقضات المكتشفة أن الظاهرتين مختلفتين سلوكيًا وظاهريًا على حد سواء». كما كتب طبيب الأعصاب السريري ستيفن نوفيلا «يبدو بالنظر إلى أهمية الدليل أن الرابط بين الهالات والحس المرافق تخميني ويستند إلى أوجه تشابه سطحية ويرجح أنها من قبيل الصدفة».
قد تشمل الأسباب الأخرى اضطرابات في الجهاز البصري بتحريض من المؤثرات البصرية.
كتبت بريدجيت بيريز في مراجعة لمجلة سكيبتيكال إنكوايرر «قد تعزز الانحرافات الإدراكية والأوهام والهلوسات الاعتقاد بوجود الهالات... وقد تكون العوامل النفسية بما في ذلك الاستغراق والنزعة الخيالية وحيوية الصور المرئية والصور البعدية، مسؤولة كذلك عن ظواهر الهالة».
خلص العلماء مرارًا وتكرارًا إلى أن القدرة على رؤية الهالات ليست موجودة فعليًا.

## في الثقافة الشعبية
يدّعي كتاب العين الثالثة، ويعد من كتب الاحتيال، بقلم سيريل هنري هوسكين تحت الاسم المستعار لوبسانغ رامبا، أن رهبان التبت فتحوا العين الثالثة الروحية بواسطة ثقب الجمجمة بغية تسريع تطور الاستبصار والسماح برؤية الهالة. يشمل الكتاب أيضًا التقنيات التي تزعم أن التحديق في الجسد يساعد على تجسيد الهالة.

## اقرأ أيضاً
- ما وراء الطبيعة